# IO Echo
IO Echo est un groupe américain de rock indépendant, originaire de Los Angeles, en Californie. Il est formé en 2010. Leur particularité est de combiner leurs compositions de musique rock avec le koto, un instrument de musique à cordes pincées utilisé en musique japonaise traditionnelle, qui n'est pratiquement plus utilisé aujourd'hui. 

## Historique
Le groupe est formé en 2010 par Ioana Gika et Leopold Ross, année où ils sortent un premier single, Venus in Furs. Le style musical d'Io Echo mêle rock et instruments tels que la harpe koto et le violon chinois. Io Echo es invité par Trent Reznor à ouvrir en concert pour Nine Inch Nails pendant leur tournée Wave Goodbye Tour.
Leur EP Io Echo sort en 2012, suivi de l'album Ministry of Love en 2013 chez Iamsound aux États-Unis. Io Echo composera la bande-son du projet de film Rebel. En 2013 toujours, ils jouent au Coachella, Lollapalooza, et tournent avec Bloc Party et Garbage. Ils sortent un second EP, intitulé I've Been Vaping Your Tears, en 2014. Plusieurs de leurs clips sont réalisés par le danseur et chorégraphe Benjamin Millepied.
Ils sortent un nouveau single en août 2017, Harm.

## Membres
- Ioana Gika — chant, guitare, piano, koto
- Leopold Ross — basse
- Michael Edelstein — guitare
- Paul Rinis — batterie

## Discographie

### Albums studio
- 2010 : While You Are Sleeping (Iamsound)
- 2012 : Io Echo EP (LuvLuvLuv)
- 2012 : Io Echo EP (Iamsound)
- 2013 : Ministry of Love (Iamsound)
- 2014 : I've Been Vaping Your Tears
- 2016 : Crossing Over (single)
- 2017 : Harm (single)